# Anisa al-Khadra
Anisa Subhi al-Khadra, född 1897, död 1955, var en palestinsk feminist och aktivist.  
Hon föddes i Shwayfat i Libanon. Hon studerade vid en engelsk skola i Shwayfat. Hennes bror Fuad och trolovade Subhi deltog i arabrevolten i Syrien 1918 och bosatte sig sedan i Palestina. Hon gifte sig 1925. Hennes make blev politiker i Palestina.  
Hon var medgrundare av Arab Women's Association of Palestine 1929.
Medlemmarna kom som regel ur palestinska över- och medelklassfamiljer, hade västerländsk utbildning och bar inte slöja, utan menade i likhet med dåvarande modernistiska arabnationalister att kvinnor borde få samma rättigheter som män för att kunna bidra till en framtida självständig stats framgång. 
Hon var en aktiv medlem i organisationens avdelning i Acre, där hon var bosatt. Hon deltog inte i Eastern Women's Conference for the Defense of Palestine i Kairo 1938, men inte i Arab Women's Congress of 1944. Hon flyttade 1947 till Syrien och avled i Damaskus. 